# A Year and a Half in the Life of Metallica
A Year and a Half in the Life of Metallica è il terzo album video del gruppo musicale statunitense Metallica, pubblicato il 17 novembre 1992 dalla Elektra Records.

## Descrizione
Prodotto da Juliana Roberts e diretto da Adam Dubin, il filmato ripropone una testimonianza video della registrazione del quinto album omonimo del gruppo. I vari spezzoni selezionati mostrano le prime fasi di creazione e il successivo sviluppo di alcuni brani diventati famosi, tra i quali Enter Sandman o Nothing Else Matters che prendono forma sotto la supervisione dell'allora nuovo produttore Bob Rock.
Proprio Rock creerà più volte attrito durante le sessioni di registrazione (famosa la scena in cui, dopo un assolo, rivolgendosi a Kirk Hammett, lo invita a fare sul serio, considerando quindi la precedente sua performance un riscaldamento). L'antagonismo tra i vari membri del gruppo (soprattutto tra Lars Ulrich e Jason Newsted) permette di rendersi conto di quali siano le problematiche da affrontare nella produzione di un disco (altrettanto famosa la scena di Ulrich che, dopo una giornata di prove in sala d'incisione, rivolgendosi alla videocamera, dice "Potete cancellare tutto il lavoro degli ultimi due giorni").

## Tracce
- Part I

1. Opening Credits-"The Black Album"-Enter Soundmen-Larz Drum Trax-Songwriting-Group Recording – 20:53
2. The Unforgiven – 6:21
3. Jaymz Vocals-Crunchy Guitar God Sounds-Larz Drum Edits-Jason's Bass-Kirk's Guitar Madness-More Mighty Hetfield Vocals – 35:56
4. Nothing Else Matters – 6:25
5. "Black Album" Art Arrives-Mixing And Nixing-Mastering-Listening Party-Record Factory-Making The "Sandman" Video – 12:49
6. Enter Sandman – 5:32
7. Metallica Album Finished!-Metallica Rehearsal-End Credits – 5:46

- Part II

1. Opening Credits-Going Out on Tour!-The Snake Pit-Backstage: Pre-Show – 8:11
2. Sad but True – 5:23
3. Backstage: After Show-Waking Up Next Morning-Travelin' Band – 7:58
4. For Whom the Bell Tolls – 5:28
5. The Metalliplane-Radio Promo-Meet and Greet Fans – 5:36
6. Enter Sandman – 5:22
7. Music Video Awards-Gimme a Grammy-More with Fans – 11:33
8. Harvester of Sorrow – 6:13
9. Still Travelin' on the Metalliplane-Larz' Scuba Dive-Jaymz' Duck Hunt-Kirk's Guitar Shop-Jason's Birthday – 17:06
10. Sad but True – 5:30
11. England-Rehearsal with Queen-Metallica Playing for a Good Cause – 12:52
12. Enter Sandman – 5:31
13. Jaymz Jams with Queen-Backstage: Metallica Meets Spinal Tap-The Metallica/Guns Tour-Backstage and Onstage-Hetfield's Disaster-Riot in Montreal-Hetfield Returns – 17:50
14. Nothing Else Matters – 6:01
15. Metallica's Final Thoughts – 5:24
16. Wherever I May Roam – 3:06
17. End Credits – 3:59

## Formazione
- James Hetfield – voce, chitarra ritmica
- Kirk Hammett – chitarra solista, cori
- Jason Newsted – basso, cori
- Lars Ulrich – batteria